# Гора-Свате-Катержини
Гора-Свате-Катержини (чеш. Hora Svaté Kateřiny (дословно Гора Святой Екатерины), нем. Sankt Katharinaberg) — город на западе Чешской Республики, в районе Мост Устецкого края. Расположен в историческом регионе Богемия в предгорьях Рудных гор, в 18 км к северо-западу от города Мост, примерно в 90 км к северо-западу от столицы Чехии Праги и около 45 км к юго-востоку от немецкого г. Хемниц, недалеко от Зайфена (Германия).
Находится на расстоянии примерно 11 км между г. Йирков и г. Литвинов.

## История
Поселение на месте было уже около 1350 года. Первые письменные упоминания относятся к 1480 году. До Второй мировой войны город был населён преимущественно немцами.
В 1528, 1555, 1606, 1654, 1720, 1757 и 1758 гг. упоминается как город под названиями Hora Swate Katherziny, Kathrnbergk, Swate Katerziny hora, hornj Swata Katerzina, Katarinberg, Catharinaberg, St. Chatarinaberg, Katharinaberg, Katerberg, Mons S. Catharinae. С 1802 года — королевский город без рынка.
В 2008 году Гора-Свате-Катержини вновь обрёл статус города.
Город состоит из трёх районов:
- Гора-Свате-Катержини
- Мали-Гай
- Рудолице-в-Горах

## Население
| Год  | Численность | Численность |
| ---- | ----------- | ----------- |
| 1869 | 2200        | [ 7 ]       |
| 1880 | 2096        | [ 7 ]       |
| 1890 | 1993        | [ 7 ]       |
| 1900 | 2004        | [ 7 ]       |
| 1910 | 2147        | [ 7 ]       |
| 1921 | 1910        | [ 7 ]       |
| 1930 | 1907        | [ 7 ]       |
| 1950 | 382         | [ 7 ]       |
| 1961 | 448         | [ 7 ]       |
| 1970 | 398         | [ 7 ]       |
| 1980 | 398         | [ 7 ]       |
| 1991 | 275         | [ 7 ]       |
| 2001 | 330         | [ 7 ]       |
| 2011 | 445         | [ 7 ]       |
| 2014 | 441         | [ 8 ]       |
| 2016 | 453         | [ 9 ]       |
| 2017 | 442         | [ 10 ]      |
| 2018 | 449         | [ 11 ]      |
| 2019 | 453         | [ 12 ]      |
| 2020 | 450         | [ 13 ]      |
| 2021 | 438         | [ 14 ]      |
| 2022 | 439         | [ 15 ]      |
| 2023 | 461         | [ 16 ]      |
| 2024 | 460         | [ 5 ]       |

В 1843 в городе насчитывалось 247 домов, в 1921 - 302, в 1930 - 306. После изгнания немцев в 1945, в 1991 году в городе было 116 домов. 
В 1713 году здесь проживало 622 жителя, в 1843 году - 1512 жителей (все немцы), в 1921 году - 1533 человек, из которых 1476 немцы и 10 чехов, в 1930 году - 1544 жителей, из них 1454 немцев, 30 чехов и 57 иностранцев.

## Достопримечательности
- Костёл Святой Екатерины
- Статуя Пьета
- Колона со статуей Девы Марии (марианская колона)

## Галерея

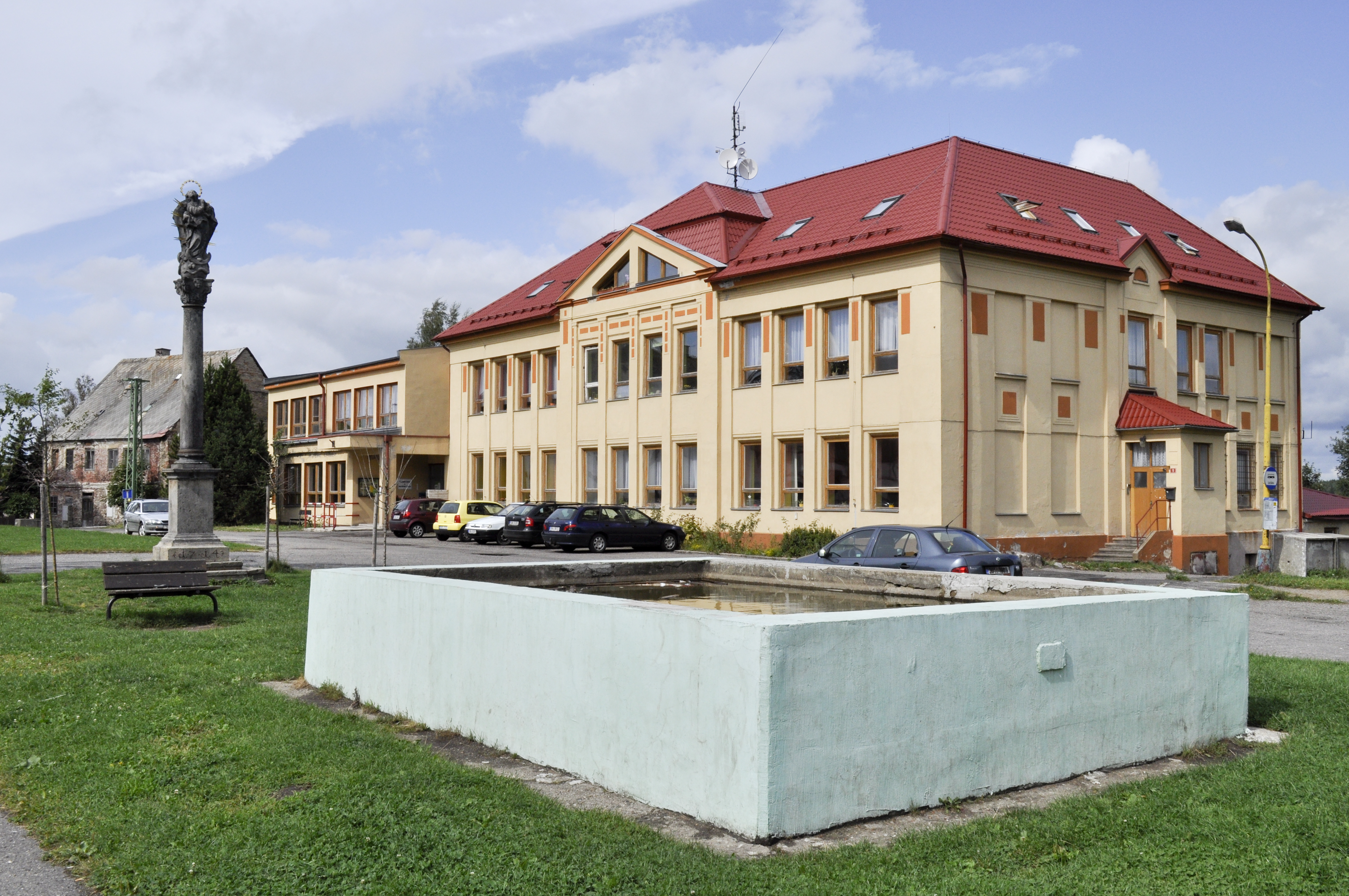
Городской сквер
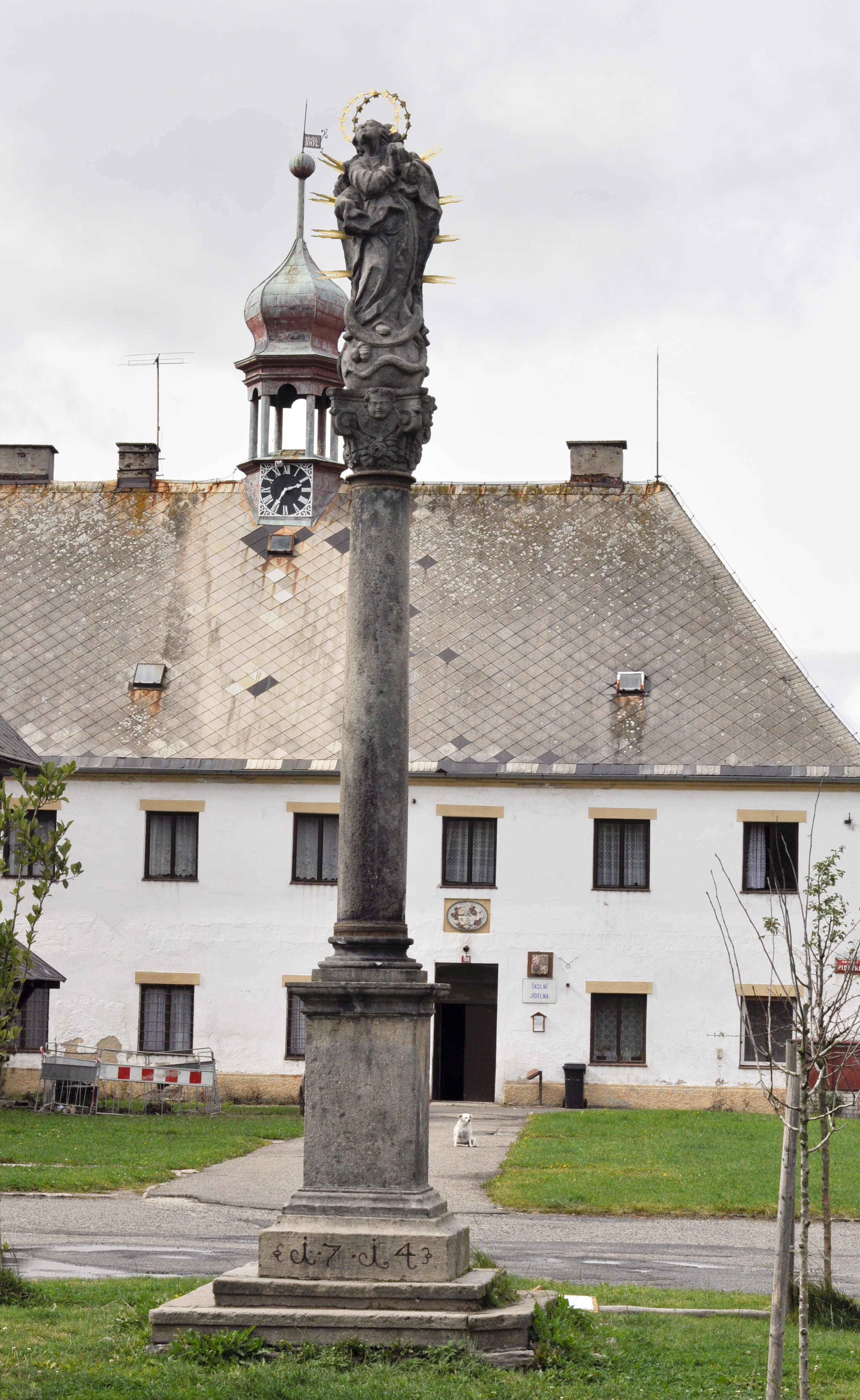
Марианская колона
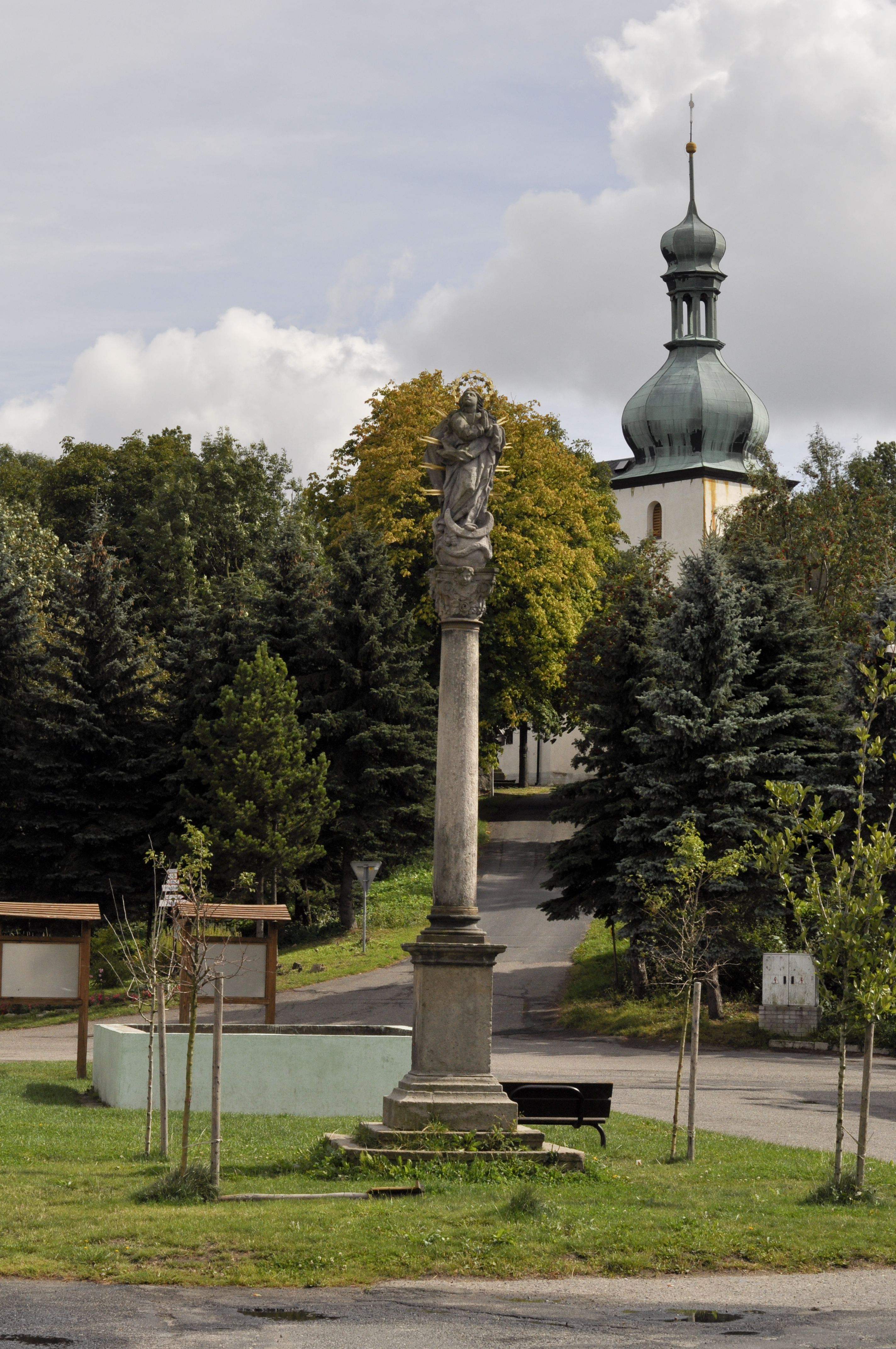
Марианская колона и костёл Святой Екатерины
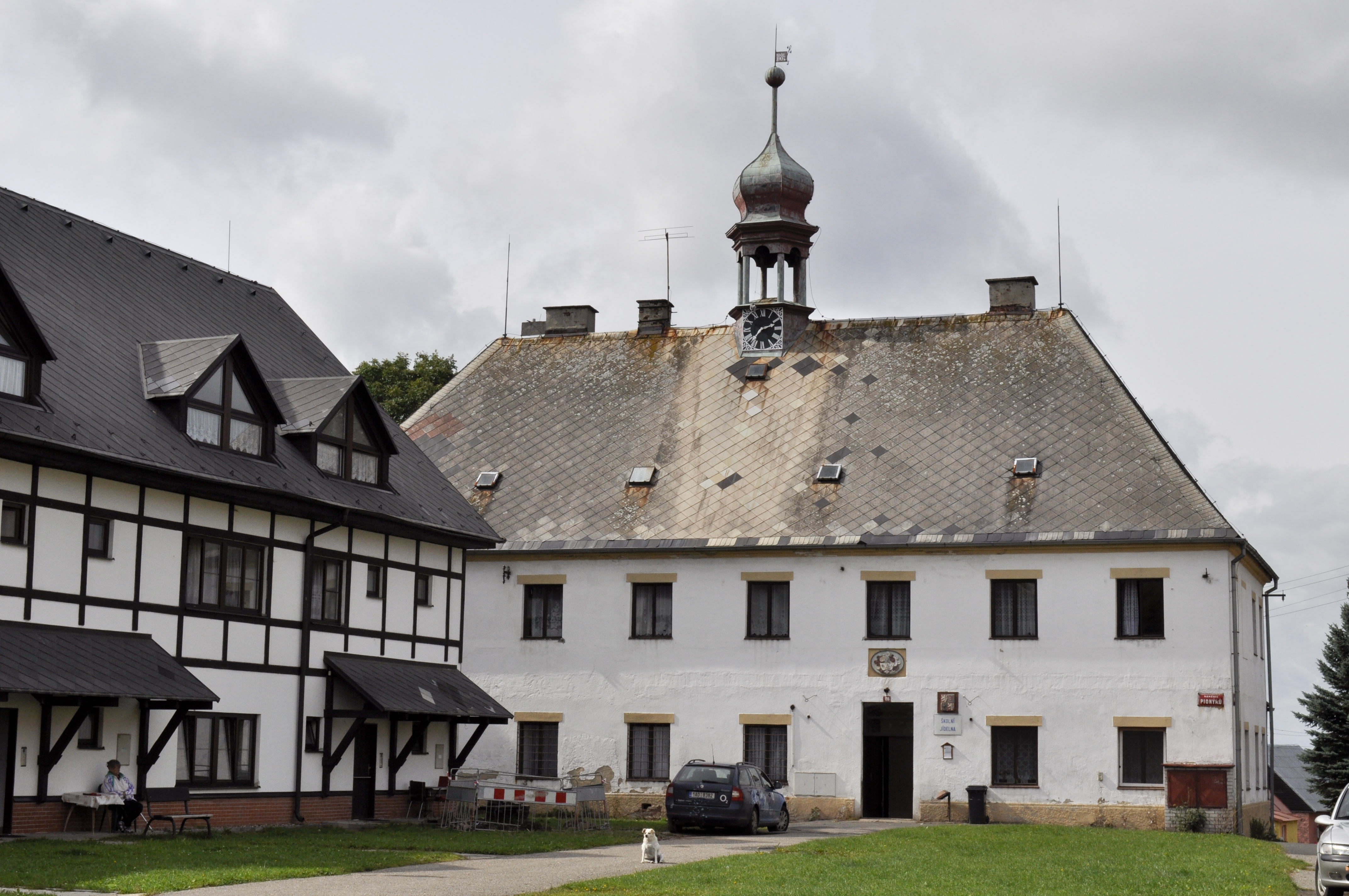
Здание бывшего суда
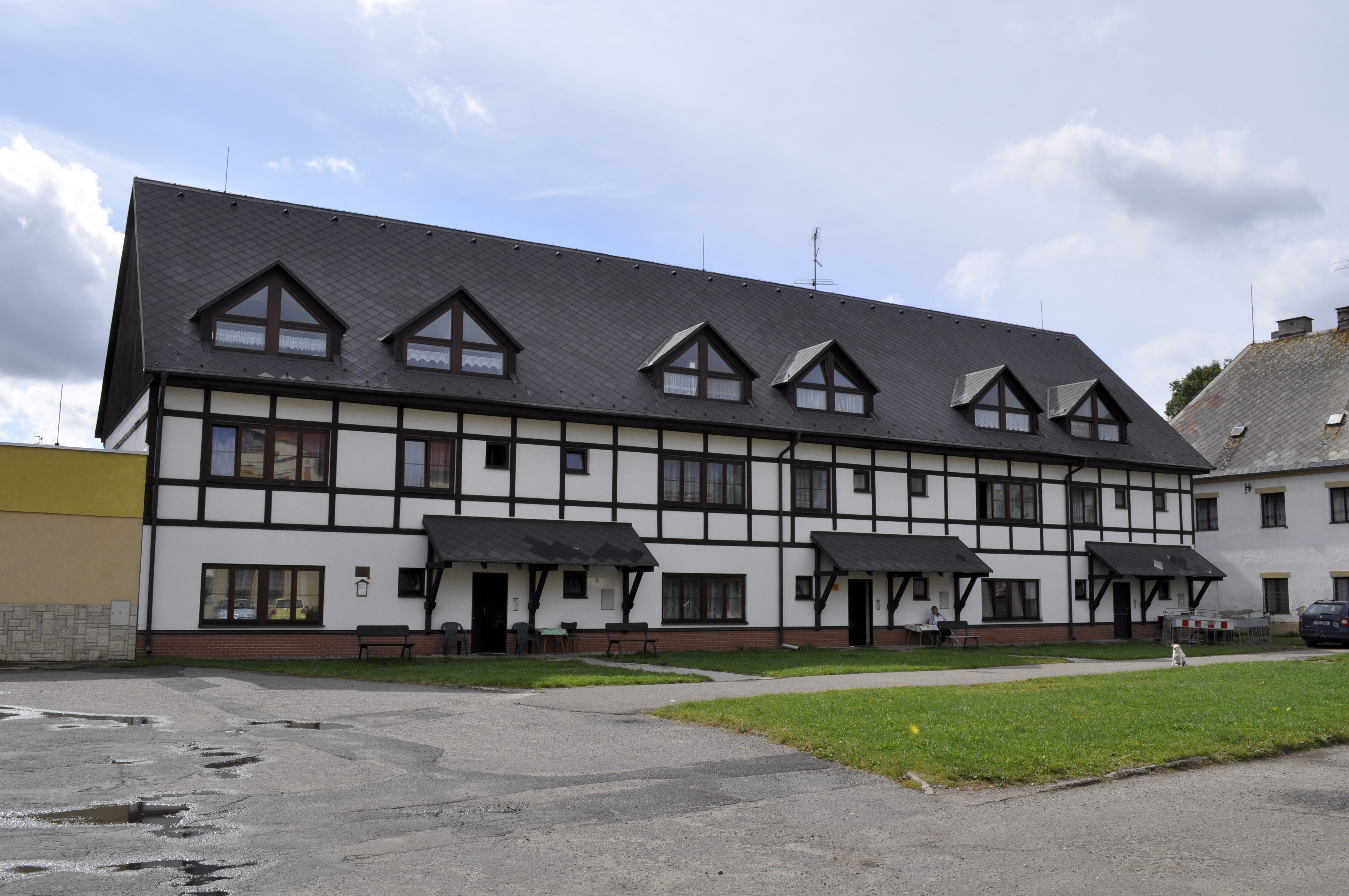
Дом престарелых
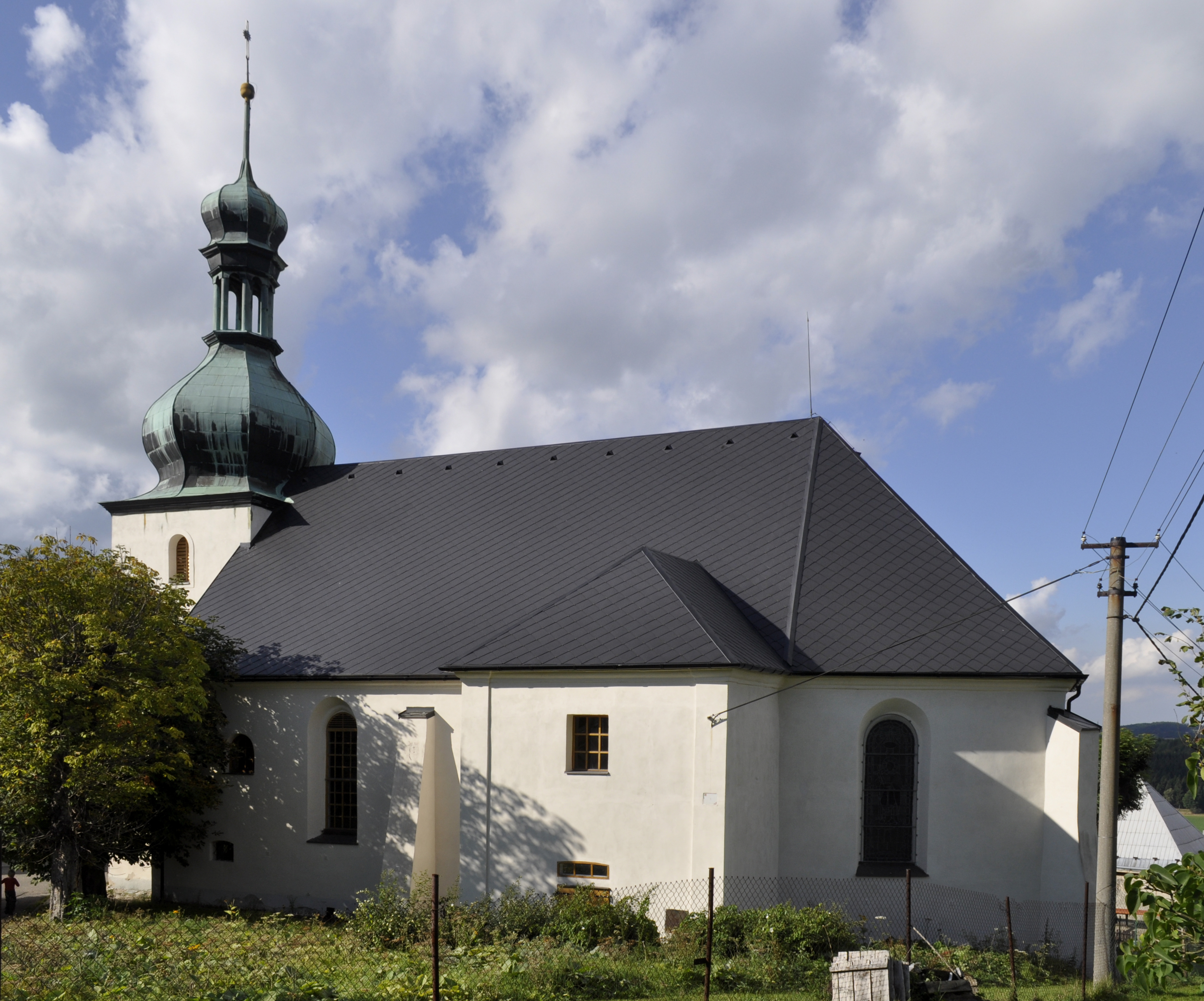
Костёл Святой Екатерины
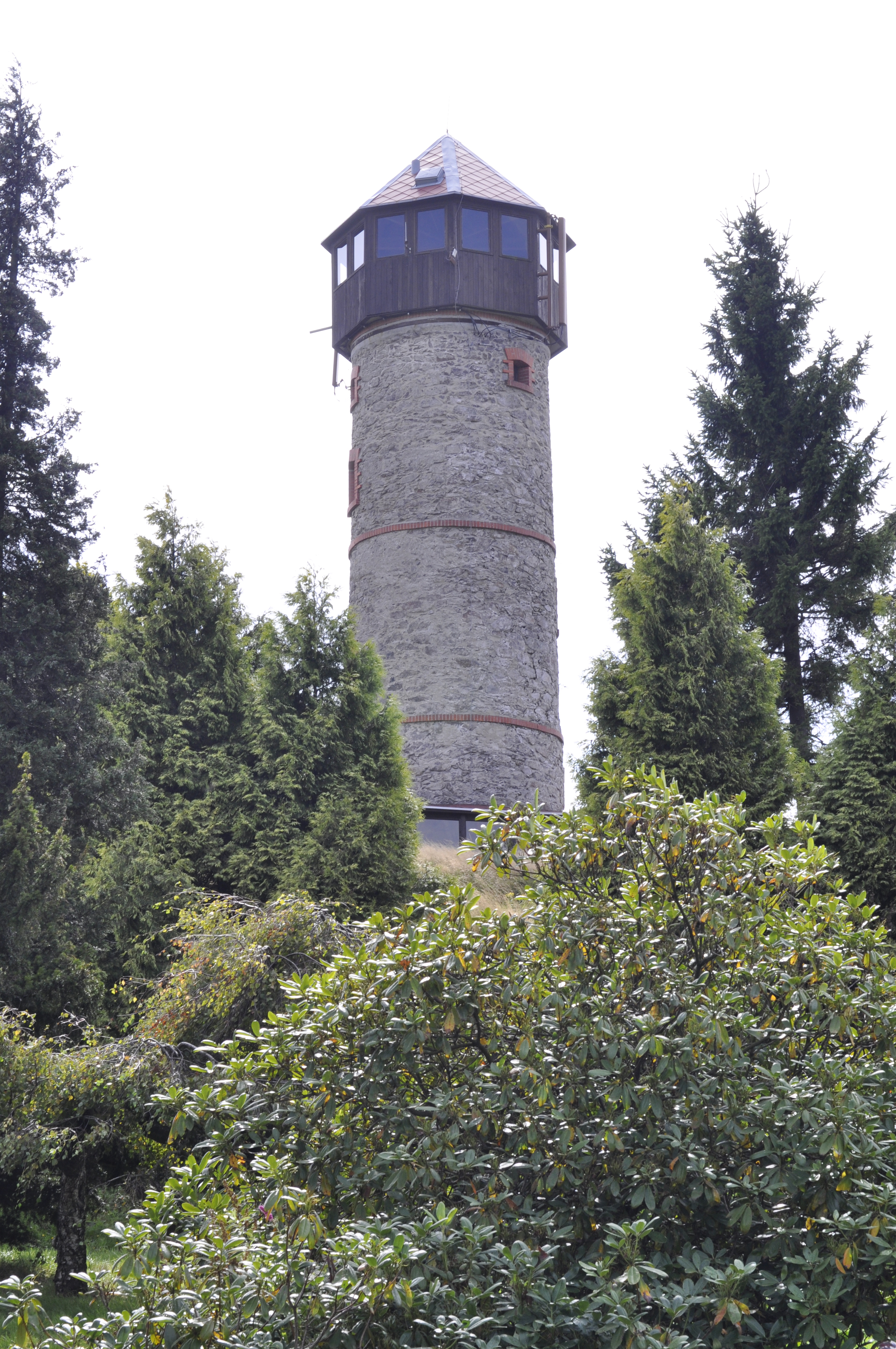
Башня
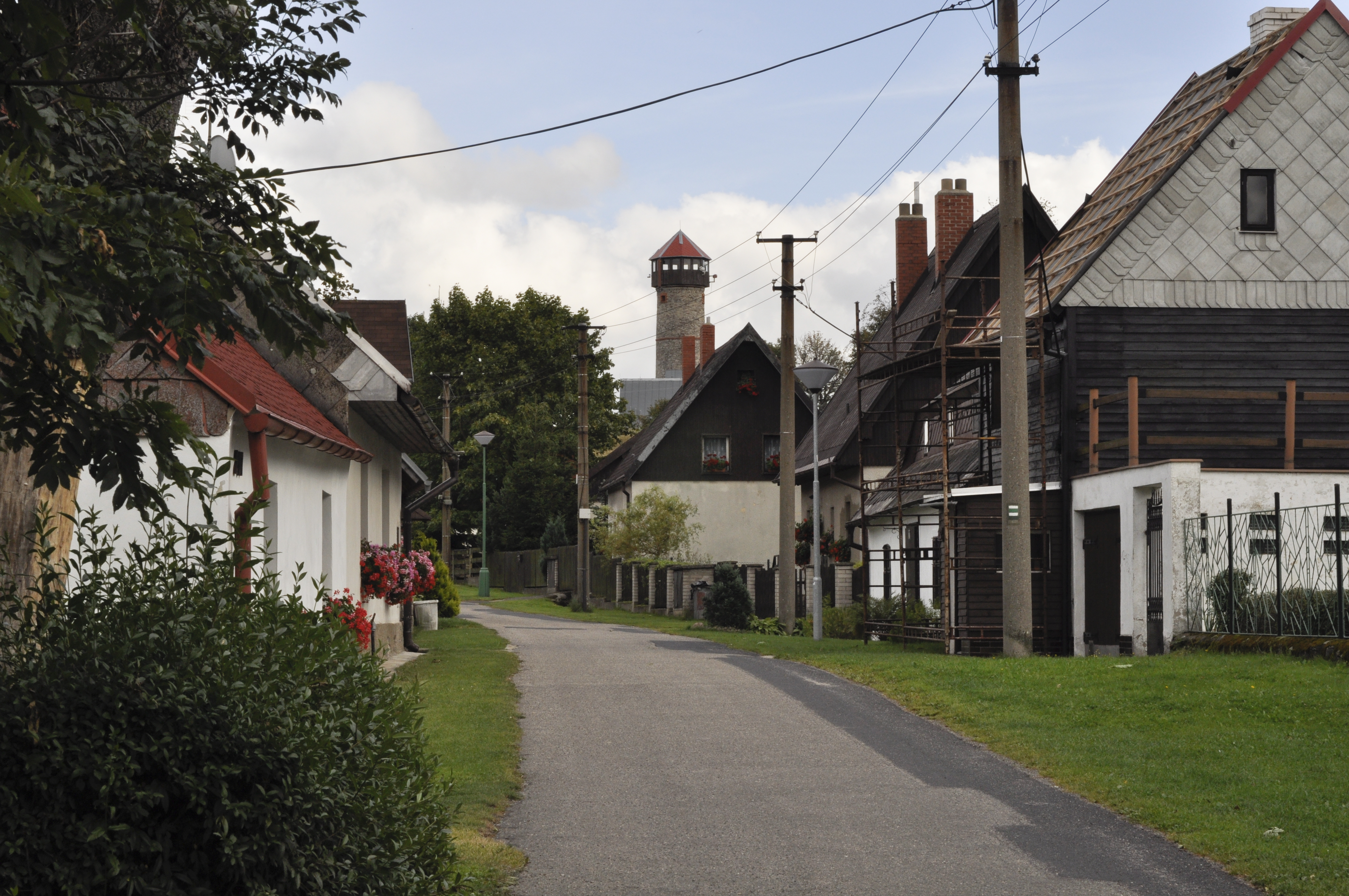
Городская улочка